# 東京ビバーク
『東京ビバーク』(とうきょう-）は、スネオヘアーの1枚目のミニアルバム。2003年11月19日発売。

## 収録曲
1. #1
  - 作曲：渡辺健二
2. 冬の翼
  - 作詞・作曲：渡辺健二
3. #2
  - 作曲：渡辺健二
4. 長い橋
  - 作詞・作曲：渡辺健二
5. 不安定なイス
  - 作詞・作曲：渡辺健二
6. #3
  - 作曲：渡辺健二
7. 2(two)
  - 作詞・作曲：渡辺健二
8. コミュニケーション 
  - 作詞：YUKI／作曲：渡辺健二
9. #4
  - 作曲：渡辺健二